# Bronze d'Ascoli

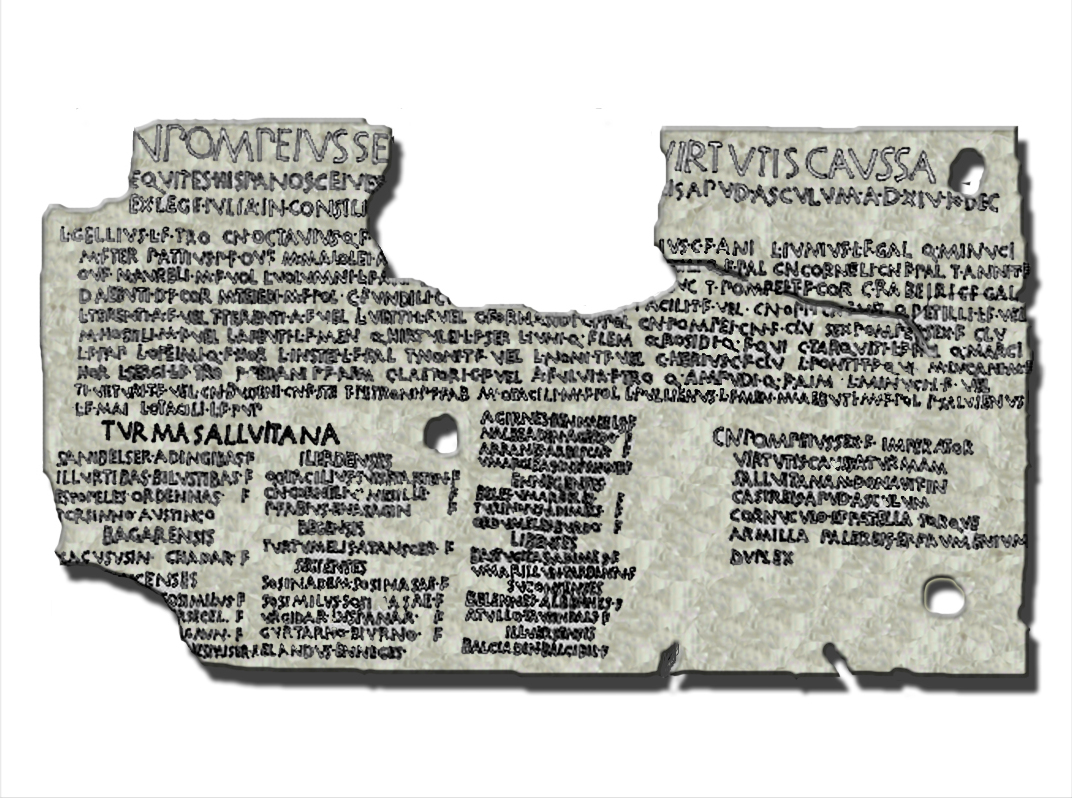
Bronze d'Ascoli (89 av. J.-C.) où sont mentionnés les membres de l'escadron de cavalerie de Caesaraugusta (TURMA SALLUITANA), qui, grâce à leur courage, furent récompensés par la citoyenneté romaine.

Le bronze d'Ascoli, ou la table d'Asculum, est une plaque en bronze gravée de 89 av. J.-C., découverte à Rome et conservée aux musées du Capitole, concernant un décret rendu au camp d'Asculum (actuel Ascoli Piceno).
Pour combattre contre les Italiques révoltés lors de la guerre sociale (91-89 av. J.-C.), le consul Cnaeus Pompeius Strabo disposait d'un escadron de cavalerie nommé Turma Salluitana. À la suite de la conquête d'Asculum, dans la région des Marches, par l'armée consulaire, les cavaliers reçurent la citoyenneté romaine entre autres récompenses, répertoriées sur la tablette de bronze.

## Description
Le bronze d'Ascoli est une plaque gravée datant de 89 av. J.-C.. La tablette a été trouvée en deux fragments, l'un en 1908 et l'autre en 1910, lors de fouilles à Rome, et est depuis conservée aux musées du Capitole. Le texte inscrit dessus est un décret faisant référence aux récompenses accordées par Gnaeus Pompeius Strabo à la Turma Salluitana lors de la prise d'Asculum (Ascoli Piceno) durant la Guerre Sociale de 90 av. J.-C.
Son importance s'appuie sur le fait que les noms de la liste sont tous d'origine ibérique et permettent ainsi de mieux connaître la structure interne des anthroponymes ibères. Il faut souligner que les cavaliers qui ont participé à cette bataille venaient tous de l'Hispanie, plus précisément de la moyenne vallée de l'Èbre.
Un autre aspect à considérer est que les parents de ces cavaliers étaient encore des pérégrins, alors qu'eux reçurent la citoyenneté romaine, ce qui montre les progrès de la romanisation dans les provinces de la République romaine.

### Répartition
La table de bronze est divisée en quatre parties
L'entête
Il constitue les trois premières lignes, dans lesquelles sont détaillées les récompenses qui ont été données à l'escadron de cavalerie, notamment celle qui concerne la citoyenneté romaine. Dans ces trois lignes est mentionnée la concession de la citoyenneté de la part de Gnaeus Pompeius Strabo aux cavaliers hispaniques, en vertu du LEX IULIA de CIVITATE LATINIS ET SOCIIS DANDA, don fait dans le campement placé en face de la citadelle d'Ascoli, le 17 décembre.
La partie centrale
Dans cette partie, les membres du concilium sont cités (un conseil composé de légats, de tribuns militaires et de l'élite de la société romaine). Le nom des membres romains est composé du praenomen, du nomen, de la filiation et du nom de la tribu. Parmi ces personnalités romaines, on trouve les noms de Gnaeus Pompeius Strabo et Lucius Sergius Catilina.
Une partie inférieure
Elle se limite à mentionner ceux à qui on octroie la citoyenneté romaine, en mentionnant sous la forme d'une liste les cavaliers ibères de Salduie, d'Ilerda, d'Ejea de los Caballeros et d'autres cités.
Une partie inférieure à droite
Dans cette dernière partie, des références sont faites au premier bloc, en y ajoutant les autres récompenses offertes aux cavaliers.

### Turma Sallvitana
Diverses hypothèses existent pour sa dénomination comme TVRMA SALLVITANA (Salduie est une cité ibère qu'Auguste transforma plus tard en colonie romaine, aujourd'hui Saragosse) avec à l'origine diverses composants :
1. Une thèse sur le clientélisme, qui démontrait que le commandant des troupes donnait son nom à l'escadron. Cette hypothèse a été écartée.
2. La majorité des thèses était fondée sur l'origine des cavaliers (Salduie). Cette thèse ne tient pas puisque seulement quatre des cavaliers venaient de la région citée.
3. Une thèse de capitale politique et administrative que serait Salduie, ce qui suppose une anticipation sur ce que  deviendra la cité sous Auguste, des années plus tard.
4. Une thèse de centre de recrutement. Une rapidité du recrutement est facile à Salduie, car la cité se situe sur un point stratégique par sa situation centrale et son accès facile au fleuve Èbre.

## Texte
La partie du texte qui correspond à la liste des noms est la suivante d'après la reproduction du bronze par l'Université de Navarre
| TVRMA SALLVITANA                                                                           | BAGARENSIS          | ////CENSES                                                         | LIBENSES                                    | SVCONSENSES                               |
| ------------------------------------------------------------------------------------------ | ------------------- | ------------------------------------------------------------------ | ------------------------------------------- | ----------------------------------------- |
| SANIBELSER ADINGIBAS F. ILURTIBAS BILVSTIBAS F. ESTOPELES ORDENNAS F. TORSINNO AVSTINCO F. | CACVSVSIN CHADAR F. | //////SOSIMILVS F. /////IRSECEL F. /////GAVN F. //////NESPAISER F. | BASTUGITAS ADIMELS F. VMARILLVN TARBANTV F. | BELENNES ALBENNES F. ATVLLO TAVTINDALS F. |

| ILLVERSENSIS              | ILERDENSES                                                                 | BEGENSIS               | SEGIENSIS | ENNEGENSIS                                                |
| ------------------------- | -------------------------------------------------------------------------- | ---------------------- | --- | --------------------------------------------------------- |
| BALCIADIN BALCIBIL(os) F. | Q. OTACILIVS SUISETARTEN F. CN. CORNELIUS NESILLE F. P. FABIVA ENASAGIN F. | TVRTVMELIS ATANSCER F. | SOSANIDEM SOSINASAE F. SOSIMILVS SOSINASAE F. VRGIDAR LVSPANAR F. GVRTARNO BIVRNO F. ELANDVS ENNEGES F. AGIRNES BENNABELS F. NALBEADEN AGERDO F. ARRANES ARBISCAR F. VMARGIBAS LVSPANGVB(as) F. | BELES VMARBELES F. TVRINNVS ADIMELS F. ORDVMELES BVRDO F. |

## Précisions
Il est intéressant d'observer que les cavaliers d'Ilerda possèdent déjà un nom romain, alors que leurs parents (F. équivaut à FILIVS ou à « fils ») ont toujours des noms ibères. En revanche, les cavaliers de Salduie ont des noms indigènes, parents et enfants confondus. Ceci permet d'observer le processus de romanisation précoce de la vallée de l'Èbre.
On peut observer que les noms ibères sont composés par des éléments qui se répètent : SOSI, TIBAS, ADIN, BELES... Ces éléments se trouvent aussi dans une écriture ibère : sosin, tibas, atin, beles... Ainsi nous pouvons comparer l'adaptation naturelle des noms des natifs par les habitants romains :
suise-taŕtin → SUISETARTEN

atin-kibaś → ADINGIBAS

oŕtin-beleś → ORDUMELES

ńbaŕ-beleś → UMARBELES